# Triften-Labkraut
Das Triften-Labkraut (Galium pumilum), auch als Heide-Labkraut, Niedriges Labkraut oder Zierliches Labkraut bezeichnet, ist ein in Mitteleuropa nur gebietsweise verbreitet vorkommender Angehöriger der Familie der Rötegewächse (Rubiaceae).

## Beschreibung
Das Triften-Labkraut ist eine mehrjährige, krautige Pflanze, die meist Wuchshöhen zwischen 15 und 25 cm, manchmal auch bis zu 50 cm erreicht. 
Der steife, glatte Stängel wächst niederliegend oder aufsteigend und ist im unteren Teil kaum gerötet. Die Pflanze wächst lockerrasig und besitzt nur wenige, nicht blühende Triebe. Im trockenen Zustand wird die Pflanze grünlich-braun.
Die am Grunde befindlichen Laubblätter sind zur Blütezeit vertrocknet, die oberen, nicht glänzenden Blätter sitzen zu sieben bis acht quirlförmig am Stängel an. Sie sind schmal verkehrt-lanzettlich geformt und des Öfteren auch sichelartig gekrümmt. In der Regel sind sie 8- bis 12-mal so lang wie breit.
Der Blütenstand ist locker und schmal pyramidenförmig mit aufrecht wachsenden, 1 bis 1,5 mm lange Blütenstielen.
Die weiße, vierzipfelige Krone erreicht Breiten von etwa 2,5 bis 4 mm.
Die Frucht ist in der Regel 1 mm lang, rundlich und glatt bis papillös.
Das Triften-Labkraut blüht vorwiegend in den Monaten Juni bis August.
Die Chromosomenzahl beträgt 2n = 88.

## Verbreitung und Standortansprüche
Das Areal des Heide-Labkrauts ist auf Europa beschränkt.
In Deutschland ist die Art im mittleren Gebiet sowie im Süden verbreitet und meist häufig zu finden, während sie im Norden praktisch ganz fehlt.
In Österreich kommt es in allen Bundesländern zerstreut bis häufig vor. Auch in der Schweiz ist es allgemein häufig zu finden.
Das Heide-Labkraut wächst in Silikat-Magerrasen und lichten Wäldern. Es bevorzugt frische, kalkarme, humose und sandige Lehmböden. Es ist ein Versauerungsanzeiger. Es ist in Mitteleuropa eine Charakterart des Verbands Violion caninae, kommt aber auch in Gesellschaften des Mesobromion- oder Molinion-Verbands vor, seltener im Verband Quercion roboris.

## Systematik
Das Heide-Labkraut ist nahe verwandt mit Sterners Labkraut (Galium sterneri Ehrend.) und dem Schwedischen Labkraut (Galium suecicum (Sterner) Ehrend.), die von manchen Autoren auch als Unterarten zu Galium pumilum gestellt werden. Beim Heide-Labkraut sind die Früchte jedoch glatt und stumpfkörnig, bei beiden anderen Arten aber spitzkörnig. Alle drei Arten haben auch eine unterschiedliche Chromosomenzahl.